# Kurzer Grundbach
Der Kurze Grundbach ist ein linker Zufluss des Langen Grundbachs im Landkreis Aschaffenburg im bayerischen Spessart.

## Geographie

### Verlauf
Der Kurze Grundbach entspringt am Goldberg östlich vom Hof Trages. Er fließt in östliche Richtung im Straßengraben des Kurzen Grundweges nach Albstadt, wo er in eine Verrohrung geleitet wird und in den Langen Grundbach mündet.

### Flusssystem Kahl
- Liste der Fließgewässer im Flusssystem Kahl